# 松倉公憲
松倉 公憲（まつくら ゆきのり、1946年 - ）は、日本の地理学者。専門は地形学。筑波大学名誉教授。元日本地形学連合会長。理学博士。

## 人物・経歴
青森県八戸市出身。1969年東京教育大学理学部地学科地理学専攻卒業。1971年東京教育大学大学院理学研究科地理学修士課程修了。1972年東京教育大学理学部地学科専攻生修了。1976年東京教育大学大学院理学研究科地理学専攻博士課程修了、理学博士、東京教育理学部大学助手、筑波大学地球科学助手併任。1977年筑波大学地球科学系助手。1981年筑波大学地球科学系講師。1988年筑波大学地球科学系助教授。1997年筑波大学地球科学系教授。2004年日本地理学会理事。2009年日本地形学連合会長。2010年筑波大学名誉教授。

## 著書
- 『山崩れ・地すべりの力学 : 地形プロセス学入門』筑波大学出版会 2008年
- 『地形変化の科学 : 風化と侵食』朝倉書店 2008年
- 『地形学』朝倉書店 2021年